# Иерик (лунный кратер)
Кратер Иерик (лат. Jerik) — маленький ударный кратер в юго-восточной части Моря Ясности на видимой стороне Луны. Название присвоено по скандинавскому мужскому имени и утверждено Международным астрономическим союзом в 1976 г. 

## Описание кратера

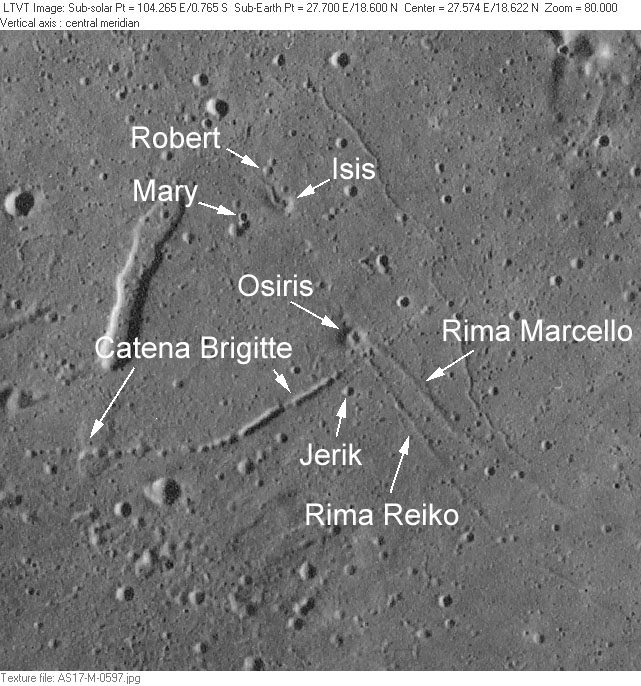
Снимок с борта Аполлона-17.

В непосредственной близости от кратера Иерик располагаются кратероподобные образования – Мария, Роберт, Осирис и Исис; а также борозда Марчелло; борозда Рейко и цепочка кратеров Бриджитт.
Другими ближайшими соседями кратера являются кратер Дауэс на юго-западе; кратер Абетти на севере; кратер Фаброни на востоке и кратер Бекетов на юго-востоке. На северо-востоке от кратера Иерик находится пик Аргея.
Селенографические координаты центра кратера 18°32′ с. ш. 27°38′ в. д. / 18,53° с. ш. 27,63° в. д., диаметр 0,63 км, глубина 130 м>.
Кратер имеет правильную циркулярную чашеобразную форму, вал сглажен, в южной-юго-восточной части чаши находится приметный крохотный кратер.

## Сателлитные кратеры
Отсутствуют.

## См.также
- Список кратеров на Луне
- Лунный кратер
- Морфологический каталог кратеров Луны
- Планетная номенклатура
- Селенография
- Минералогия Луны
- Геология Луны
- Поздняя тяжёлая бомбардировка